# Krist Novoselic
Krist Anthony Novoselic (uttal: [/ˌnoʊvəˈsɛlɪtʃ/]), född 16 maj 1965 i Compton, Kalifornien, är en amerikansk basist, mest känd som medlem i grungebandet Nirvana från bildandet 1987 fram till 1994. Efter Nirvana har han spelat i grupperna Sweet 75, No WTO Combo, Eyes Adrift och Flipper.
Krist Anthony Novoselic föddes som äldsta sonen till kroatiska föräldrar, Krsto och Maria Novoselic, i Compton, Kalifornien. Han bodde där i ett år innan de flyttade till den kroatiska stadsdelen San Pedro, Los Angeles., där han stannade under större delen av sin barndom. Han har syskonen Robert, född 1968, och Diana som är född 1973.
Familjen flyttade 1979 till Aberdeen, Washington på grund av stigande fastighetspriser i Kalifornien. Han skickades 1980 till Zadar, Kroatien, som då var en del av SFR Jugoslavien, där han bodde med några släktingar fram till 1981 då han flyttade tillbaka till Aberdeen.   
Det har varit relativt tyst om honom, men under 1997 bildade han ett band som hette Sweet 75 tillsammans med sångerskan Yva Las Vegass. Bandet släppte endast ett självbetitlat album och rönte inte några större framgångar. Man började inspelningen av ett andra album som aldrig kom att släppas då bandet splittrades 1999.   
Han medverkade i låten "I Should Have Known" från Foo Fighters album Wasting Light, som släpptes 2011. I och med att den gamle Nirvana-trumslagaren Dave Grohl är frontman i Foo Fighters var inspelningen av "I Should Have Known" den första gången som de kvarstående Nirvana-medlemmarna spelade in någonting tillsammans efter Kurt Cobains död.
Nirvana återförenades tillfälligt vid Rockn Roll Hall Of Fame i New York under 2014 där de framförde fyra låtar. Senare samma kväll genomförde Novoselic, Grohl och Pat Smear en hemlig spelning på klubben St. Vitus i New York. 2017 bildade Novoselic bandet Giants In The Trees.
Novoselic sysslar idag med politik och är med i det demokratiska partiet i USA.

## Diskografi
Nirvana
- 1989 – Bleach
- 1991 – Nevermind
- 1992 – Incesticide
- 1993 – In Utero
- 1994 – MTV Unplugged in New York
- 1996 – From the Muddy Banks of the Wishkah
- 2002 – Nirvana

Sweet 75
- 1997 – Sweet 75

No WTO Combo
- 2000 – Live From the Battle in Seattle

Eyes Adrift
- 2002 – Eyes Adrift